# Atletika na Letních olympijských hrách 2016 – 200 metrů muži
 Běh na 200 metrů mužů na Letních olympijských hrách 2016 se uskutečnil 16. a 18. srpna na Olympijském stadionu v Riu de Janeiru.

## Výsledky finálového běhu
| *                | jméno               | země                   | čas   |
| ---------------- | ------------------- | ---------------------- | ----- |
| Zlatá medaile    | Usain Bolt          | Jamajka                | 19,78 |
| Stříbrná medaile | Andre De Grasse     | Kanada                 | 20,02 |
| Bronzová medaile | Christophe Lemaitre | Francie                | 20,12 |
| 4                | Adam Gemili         | Velká Británie         | 20,12 |
| 5                | Churandy Martina    | Nizozemsko             | 20,13 |
| 6                | LaShawn Merritt     | Spojené státy americké | 20,19 |
| 7                | Alonso Edward       | Panama                 | 20,23 |
| 8                | Ramil Guliyev       | Turecko                | 20,43 |